# Великодній заєць

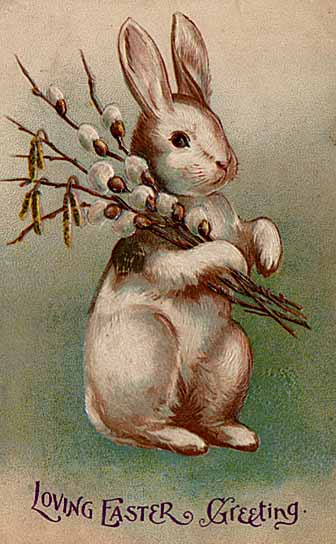
Листівка 1907 року

Великодній заєць — це персонаж у звичаях народів європейського заходу, що нібито розмальовує яйця до Великодня та ховає їх у саду. Діти шукають Великодні яйця вранці у Великодню неділю.
Мотив Великодневого зайця поширився в 2-й половині ХХ-го сторіччя в масовій культурі, що стосується Великодня — також через комерціалізацію й значною мірою витіснив попередніх постачальників Великодніх яєць. В деяких частинах Швейцарії «постачальниками» яєць була зозуля, в частинах Вестфалії ним був Великодній лис, у Тюрингії приносив лелека, а у Богемії — півень.

## Символізм

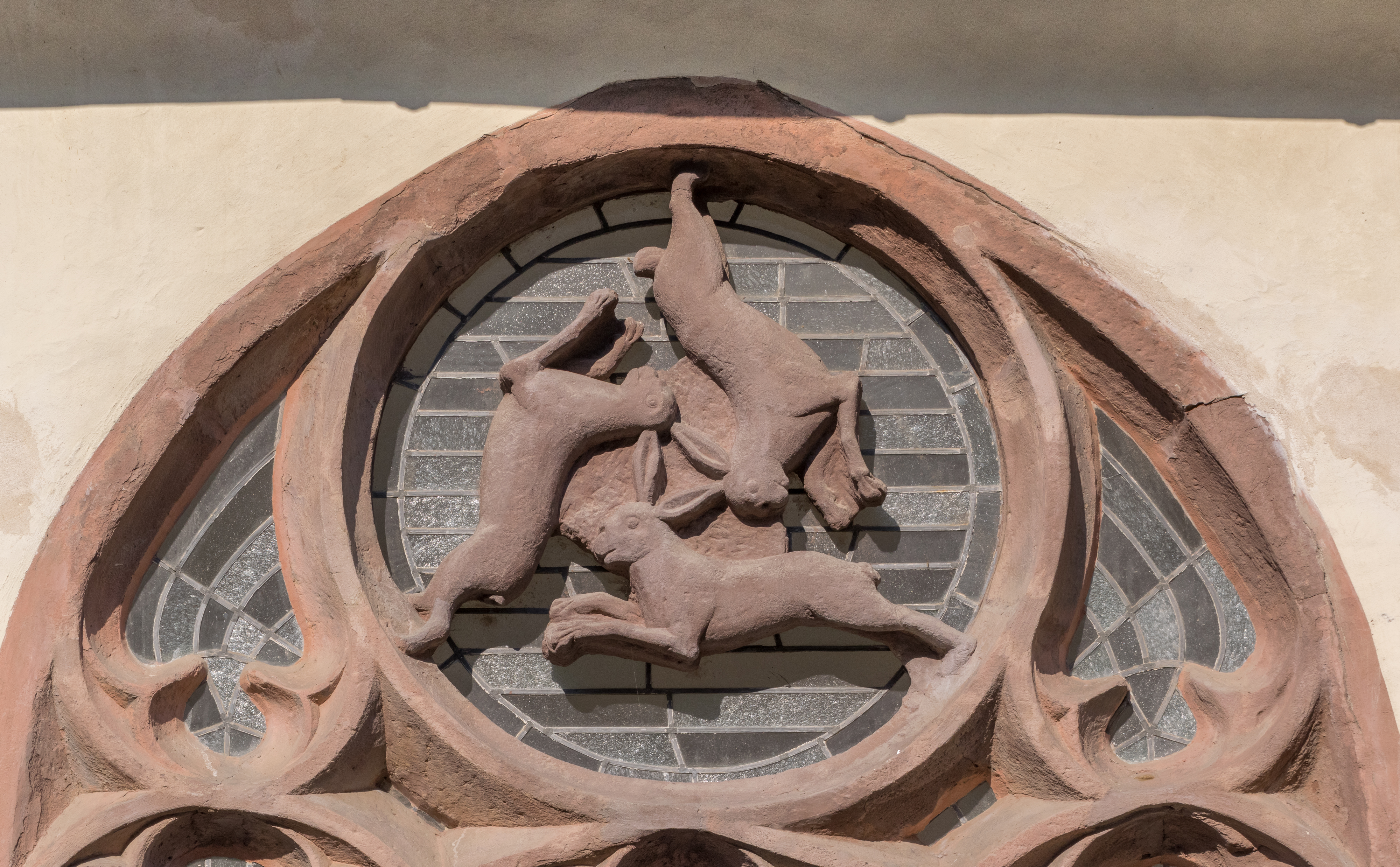
Зайці — символи Трійці в Падерборні

Заєць відомий як символ родючості за численне потомство. За часів античності була широко розповсюджена думка (у Плінія, Плутарха, Філострата), що заєць є гермафродитом. Заєць слугував священною твариною сакської богині місяця та родючості Еостре (від її імені походить англомовна назва Великодня — «Easter»).
Давньогрецька ідея, що заєць міг розмножуватись, не гублячи цноти, вела до асоціації з дівою Марією. Тож зайці час від часу з´являлися в ілюстрованих рукописах та північно-європейських картинах Діви й дитини Христа. Поширене зображення трьох зайців, які символізують Трійцю. Вони розташовуються так, що заячі вуха формують трикутник, а кожне вухо належить одночасно двом тваринам.

## Походження

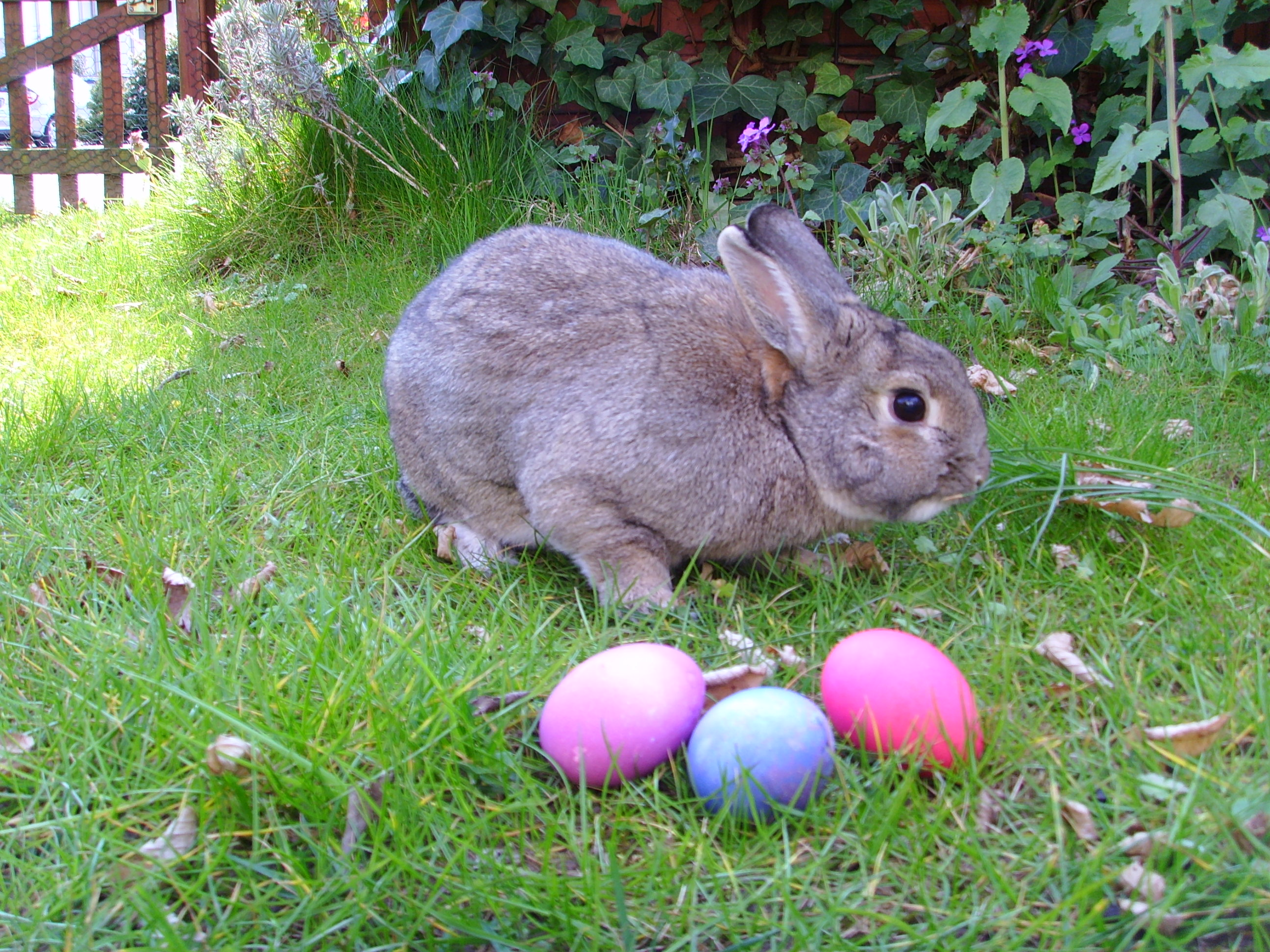
Великодній заєць та яйця

Донині немає однозначного пояснення, звідки взявся заєць, що приносить яйця. Великодній заєць вперше згадується в професора медицини Георга Франка фон Франкенау (Georg Franck von Frankenau) в 1682 році (за іншим джерелом: в 1678 році) в його (медичному) дослідженні «De ovis paschalibus — про Великодні яйця». Він жваво описує звичай регіону Ельзас та суміжних областей й удається в своєму описі до негативних наслідків для здоров'я, що приносить надмірне споживання цих яєць.
Зв'язок християнської Пасхи з яйцем як символом відомий для різних європейських країн найпізніше з середньовіччя, але можливо й раніше. Поряд з цим, починаючи з Амвросія є інше тлумачення зайця як символу воскресіння. Розмаїта християнська символіка з зайцем знайшла своє відображення в багатьох картинах та скульптурах середньовіччя. Зв'язок зайця з Великодневими яйцями залишається одначе неясним, хоча й родючість зайця сама по собі є зв'язок з весною. Наводяться такі гіпотези:
1. Деякі ранні забарвлені великодні яйця містять малюнки трьох зайців — зображенням трьох зайців, чиї вуха складають трикутник — відомий символ трійці (первісне значення неясне)[8]. При нагоді можна було перейти від цього зображення до зайця як постачальника яєць.

1. В одному місці Біблії, в Книзі Псалмів,104,18 в старих перекладах говориться про «зайця».[11] Причиною цього був переклад латиною Книги приказок Соломонових,30,26, в якій Ієронім переклав гебрейське «шафан» (Даман капський) як «lepusculus» (зайчик).[12] Починаючи з пізньої античності цей уривок був інтерпретований як символ слабкої людини (зайця), що шукає притулку в скелі (Христі). Це тлумачення заснувало символіку зайця в християнській іконографії.

## Їжак та Заєць
У деяких стародавніх розповідях йшлося також про їжака, що шукає яйця, щоби з'їсти їх. Таким чином, Великодній заєць рятує яйця (життя) від їжака, що уособлює собою смерть. Цей сюжет містив підказку для дітей: бійтеся їжака, він має голки, колючий та руйнує життя. З часом цей мотив забувся.

## Міжнародне поширення

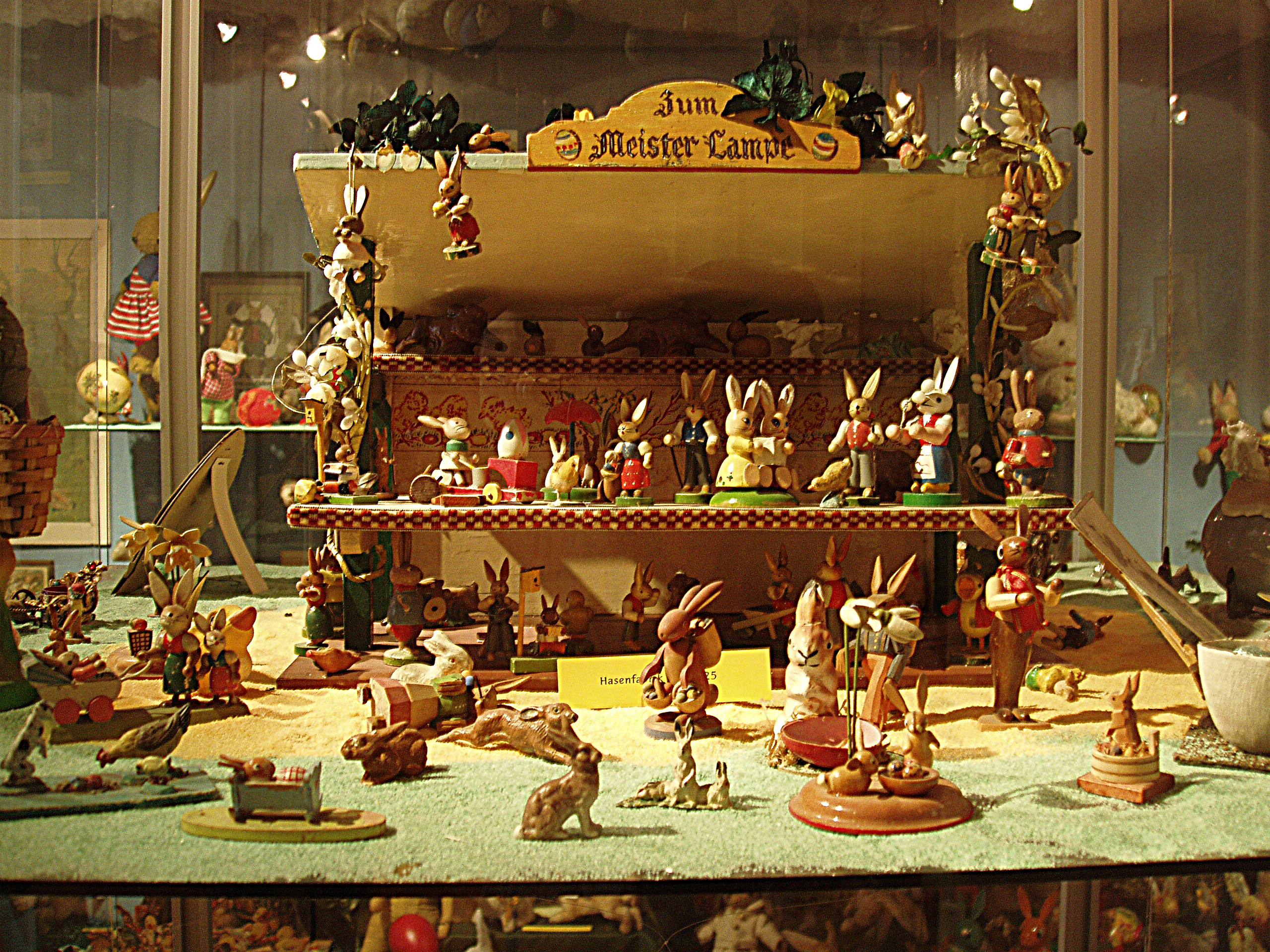
Великодні та інші зайці у всіх варіаціях в зібранні Музею Великодніх зайців в Центрі незвичайних музеїв

Завдяки німецькомовним емігрантам великодній заєць був розповсюджений поза межами Європи.
Зокрема в США він дістав певної популярності. При чому в англійській переважає позначення «Easter Bunny» замість дослівного перекладу «Easter Hare», й через це образ часто тлумачиться як кролик.
В Австралії починаючи з 1970-х років поряд з «Easter Bunny» стоїть «Easter Bilby». Таким чином вказується на вид білбі, що знаходиться під загрозою зникнення — не в останню чергу через поширення європейського кролика — й збираються гроші шляхом продажу шоколадних білбі, які йдуть в фонд збереження цього виду.

## Музей
У Мюнхені в Центрі незвичайних музеїв був музей Великоднього зайця.